# 麦芽糖 (食品)

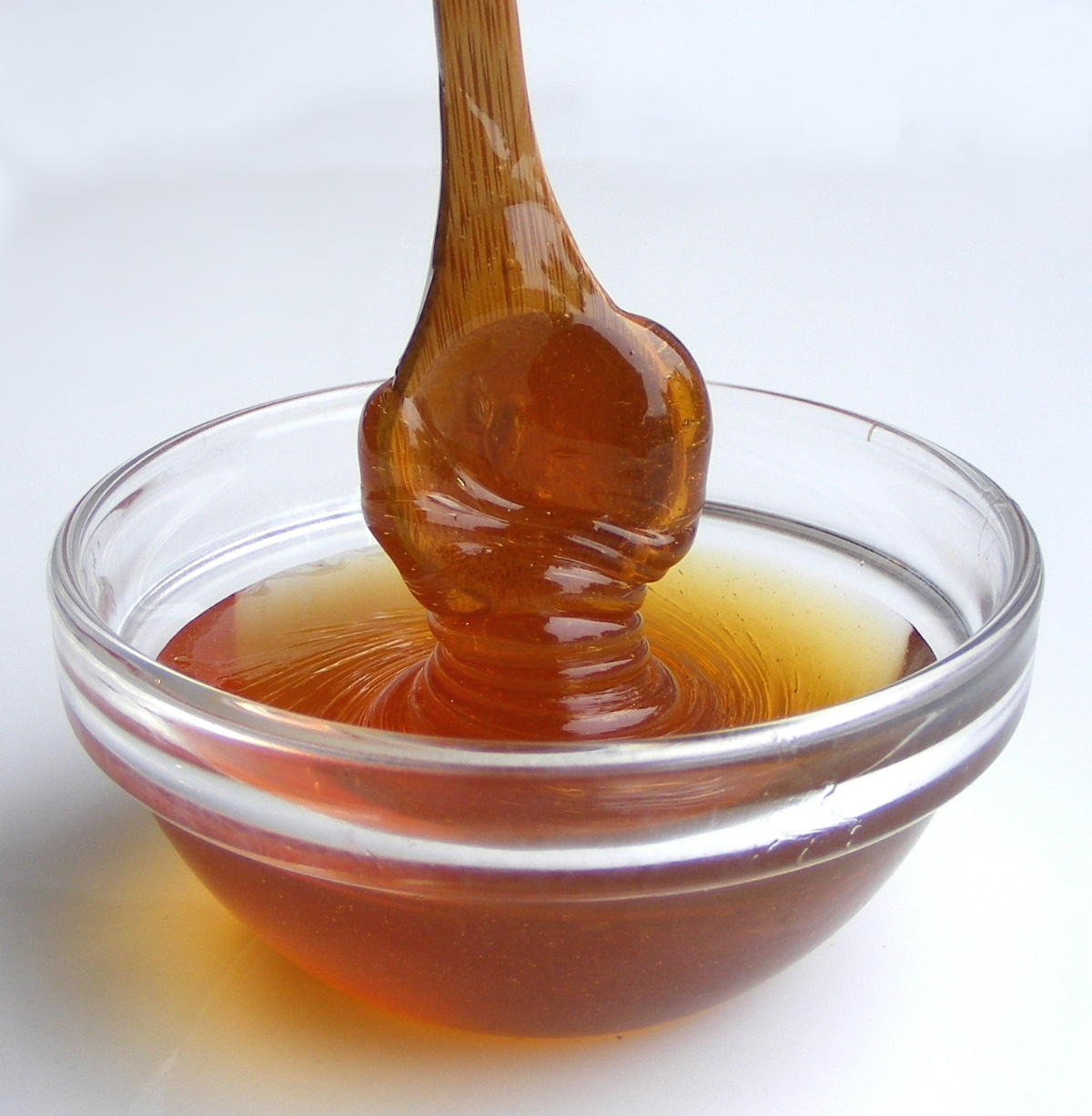
麦芽糖

麦芽糖，又稱麥芽膏，在古代稱為“飴”，是糖的一種，由麦芽與糯米熬煮而成。因色泽金黄，口感顺滑，稍带粘性而收到欢迎。

## 製作方法
將麥芽（小麥或大麥）絞碎，與蒸熟的糯米混合，加水進行糖化，並產生甜味。將糖化後的麥米混合物過濾，留下湯汁，再以慢火熬煮至膏狀，過程中要不時攪拌以避免黏底。

## 食法
麥芽糖食法：

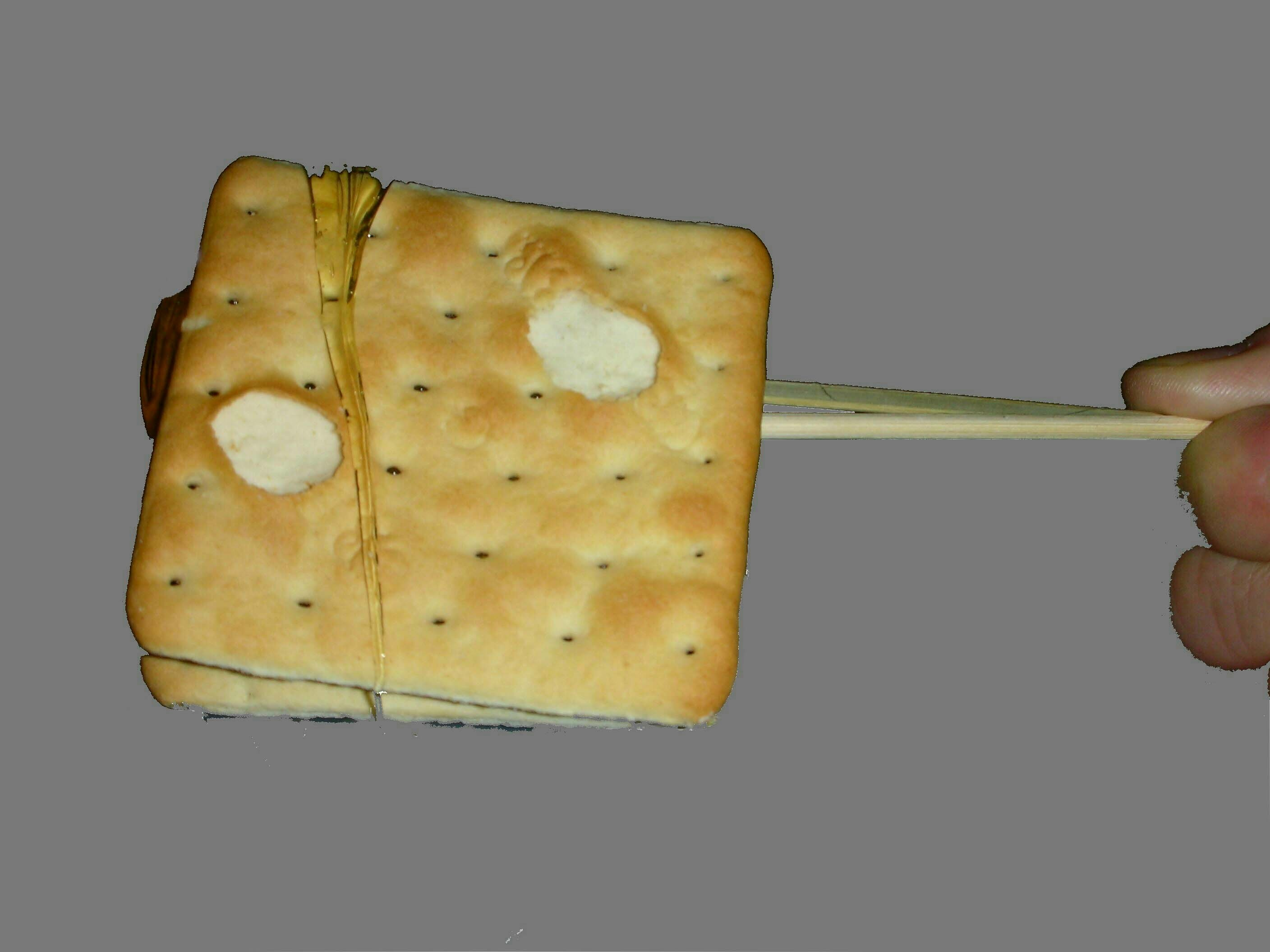
麥芽糖夾餅

- 淨食：也是最多人的食法，比如灶糖、搅搅糖（又名糖稀，常見於長江中上游地區）。
- 麥芽糖夾餅：另一种受大眾喜愛的食法，常為街頭小吃，製法是用竹籤捲起適量麥芽糖，夾上兩塊小餅乾便可食用。
- 作為小食的配料，如甜品。
- 加上椰絲食用，多和麥芽糖夾餅一起食用。
- 燒烤食物時作为燒烤醬使用。
- 製作燒味食物時加入。

## 醫學價值
中医学认为：麥芽糖有着食用價值之餘，亦有其食療功效，它性溫味甘，與水溶解後會化作葡萄糖，作為醫學上的營養料，可用作養顏、補脾益氣、潤肺止咳、緩急止痛、滋潤內臟、開胃除煩、通便秘等，主治脾胃虛弱、氣短乏力、納食減少、虛寒腹痛、肺燥咳嗽、乾咳少痰、咽痛。但中氣弱、消化力不足、體內有濕熱、體胖多病則要謹慎使用，因麥芽糖會助濕生熱、令人易於腹脹。

## 軼事

### 針筒麥芽糖
在中国曾流行过「針筒麥芽糖」零食，是針筒內灌著麥芽糖漿，只需一擠，便有糖漿射出來。由於價格便宜（每支約1.8元～3.0元），加之新奇有趣，頗受小學生們青睞。

### 以物易糖
早年在台灣鄉間，小孩子少零用錢花，想吃麥芽糖時，便拿塑膠玩具跟賣糖小販交換才能吃到，這种以物易糖也出現於成人間，拿各种有用的可回收物資跟商人們交換，商人們再將貨品整理後賣出從中賺取利润。

## 延伸閱讀
- 〈中國古代的麥芽糖〉，《中華飲食文化基金會會訊》，15卷2期，2009年5月1日